# Берсо

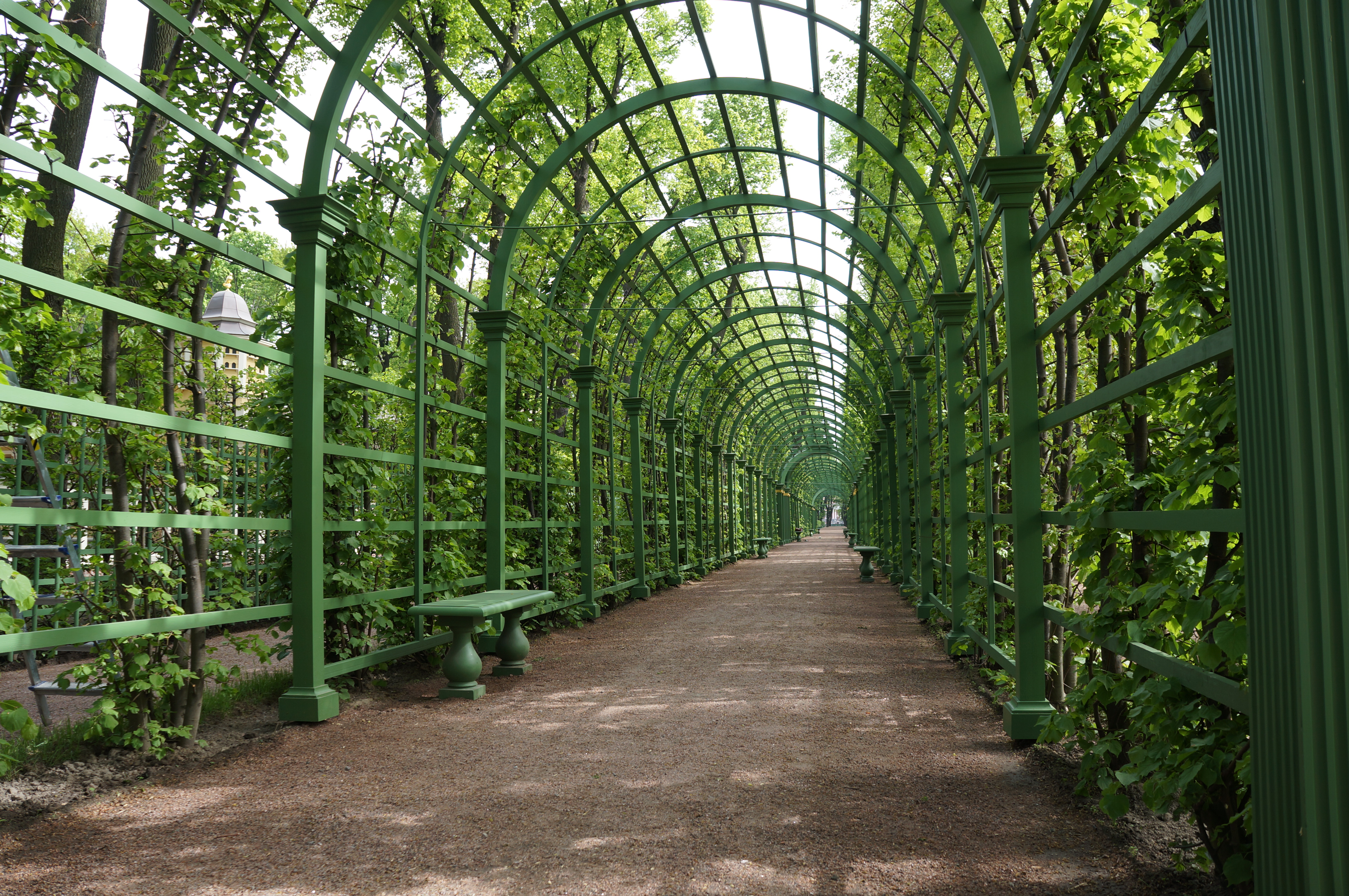
Берсо в Літньому саду в Петербурзі

Берсо́ (від фр. berceau) — садово-паркова споруда. Складається із дерев'яного або металевого каркаса у вигляді тунелю, та багаторічних рослин, які його обвивають. Усередині берсо роблять прогулянкову доріжку. Іноді берсо не зовсім правильно називають трельяжем.

## Історія
Берсо з'явилися в XVI-му столітті у Франції. На терени сучасних України та Росії потрапили за часів Петра І. Так, відомі берсо у Верхньому парку Петергофа, у Власному саду Гатчинського парку, у парку музею-садиби Архангельське. Берсо може бути як самостійним елементом ландшафту, так і слугувати перехідним тунелем, який з'єднує окремі перголи, альтанки, паркові будови. Матеріалом для остову берсо зазвичай слугує метал або дерево, але іноді замість опор стоять цегляні стовпи й навіть кам'яні колони. Особливого ефекту надає розміщення на виході з тінистого берсо статуї або квітника.

## Походження назви

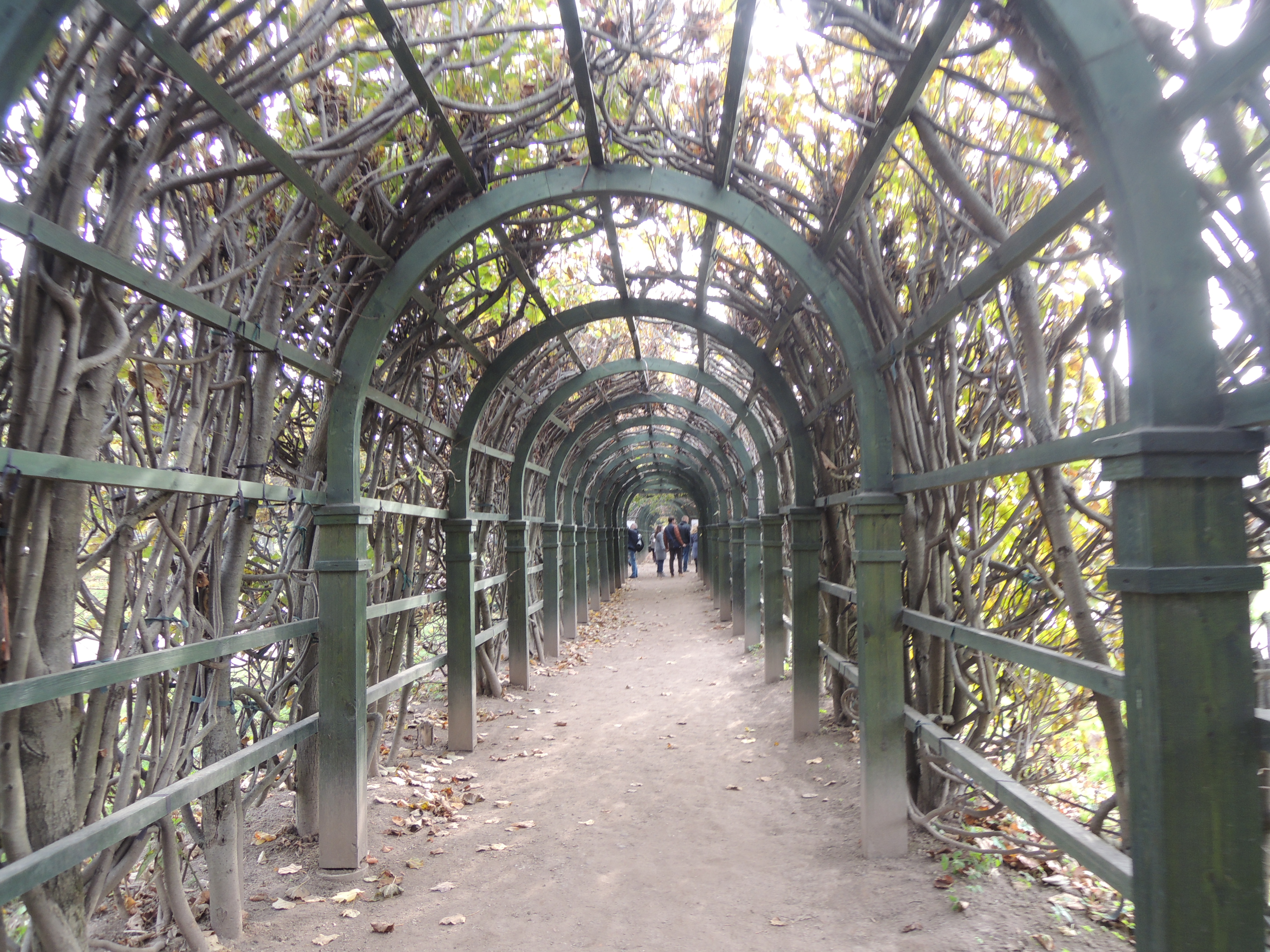
Берсо в парку музею-садиби «Архангельське»

Назва «берсо» (berceau) з'явилася у французькій мові, ймовірно, через зовнішню схожість арок тунелю з поставленою догори сподом колискою для немовляти (berceau). Також існує словосполучення voûte en berceau («склепіння-колиска»), що вживається як архітектурний термін. Можливе й змішання зі співзвучним словом arceau («арочка»), яке походить від слова arc («арка», «лук», «дуга»).

## Облаштовування берсо
Облаштовування берсо у приватному саду досить витратне. Воно має сенс тільки коли наявна велика ділянка, призначена для саду. У невеличких садочках берсо виглядатиме дещо незграбно, тому там краще облаштувати альтанку або перголу. Спочатку встановлюють дерев'яний або металевий каркас. Він може бути як дугоподібним, так і складатися з вертикальних опор із поперечними перекладинами. Стійки чи дуги розташовують на відстані близько 0.5 — 1 м (можна 2 — 3 м), з'єднують поздовжніми брусами, щоб утворити ґрати. Дерев'яний каркас просочують антисептиком для довговічності (якщо дерев'яний каркас виходить з ладу, то можна його замінити, зберігши при цьому насадження). Каркаси часто фарбують у зелений, пісковий або фісташковий кольори (ефектно також виглядає білий). Можна залишити й натуральний колір деревини. Потім із зовнішнього боку ґрат висаджують рослини. Для влаштування берсо зазвичай використовують липу дрібнолисту, жовту акацію, глід, вербу, золотий дощ (бобчук). Головна вимога до вибору породи — гнучкість і добра переносимість стриження. Але в берсо також висаджують і плодові дерева — яблуню, грушу, чорноплідну горобину. Для невеликих берсо краще використовувати дикий виноград або іншу ліану. Саджанці розташовують дуже щільно, на відстані 40-50 см один від одного. Гілля слід підв'язати до опор. Головне — підв'язувати таким чином, щоб гілля не перешкоджало ходінню, але так, щоб воно сплелося в живу стіну. Надалі живий тунель потребує регулярного стриження.